# بخش ماریون، شهرستان ماریون، اوهایو
بخش ماریون (به انگلیسی: Marion Township) یک منطقهٔ مسکونی در ایالات متحده آمریکا است که در شهرستان ماریون، اوهایو واقع شده‌است.
 بخش ماریون ۹۵٫۴ کیلومتر مربع مساحت و ۴۴٬۷۴۹ نفر جمعیت دارد و ۳۰۱ متر بالاتر از سطح دریا واقع شده‌است.